# Nätbrottslighet
Nätbrottslighet, databrott, IT-brottslighet eller cyberbrott är ett sätt att bryta mot lagen genom att använda internet, till exempel att stjäla någons lösenord eller att skicka ut falsk information genom att tränga sig in i någon annans datornätverk. Många olikartade brott begås på internet, som normalt klassificeras efter typen av brott, såsom olaga hot, barnpornografibrott, och ekonomisk brottslighet. Internet kan vara platsen där brottet begås som i olaga hot, eller en plats där brottslighet planeras.
I Sverige anmäldes 38 564 IT-relaterade brott år 2011. Motsvarande siffra 2012 var 52 198, en ökning med mer än 13 000 brott jämfört med föregående år.
Nätbrottsligheten består av traditionella brott som numera begås över nätet (såsom skattebrott), traditionella överföringsbrott vars modus operandi förändrats till följd av nätet (såsom bedrägerier med kreditkort), nya brottstyper som uppkommit med internet (såsom nätverksattacker), och "plattformsbrott" när ett brott begås med internet för att utföra ett annat brott (såsom spam och malware).

## Klassificering
Databrott, eller IT-brott, definieras som dataintrång och datorbedrägeri, i svensk lagstiftning. Vanligaste brotten i Sverige när nätet används är bedrägeri, handel med illegala tjänster, barnpornografibrott, näthat, våldsbrott där gärningspersonen använder internet för att planera brott, gromning, phishing och skimning. 
Med cyberbrott avses av Europol brott som malware, utnyttjande av barn för sexuella ändamål, betalningsbedrägerier och bluffakturor, social engineering inklusive phishing, nätverksattacker, attacker på kritiska infrastrukturer, kriminella ekonomiska affärer, och kriminell samverkan över nätet. När Darknet och Tor används till brott innefattas också detta i termen cyberbrott.  Läkemedelsbrott bedrivs ofta som cyberbrott.

## Dokumenterade fall
Januari 2012 blev Zappos.com offer för ett databrott. Detta ledde till att 24 miljoner kunders kreditkortsnummer, personlig information såsom fakturering och fraktadress hade äventyrats.
I juni 2012 blev LinkedIn och eHarmony utsatta. 65 miljoner lösenord blev komprometterade, 30 000 lösenord knäcktes och 1,5 miljoner lösenord från eHarmony publicerads online.
December 2012 upplevde webbplatsen Wells Fargo en överbelastningsattack (DoS). Detta ledde till att 70 miljoner kunder och 8,5 miljoner aktiva tittare äventyrades. Man trodde även att andra banker hade äventyrats.
Den 23 april 2013 hackades ett twitterkonto tillhörande den amerikanska nyhetsbyrån Associated Press. Twitterkontot användes för att publicera en falsk nyhet om att presidenten Barack Obama hade skadats i en attack mot Vita huset.
Den 3 oktober 2013 hackades mjukvarujätten Adobe Systems kunder, tillsammans med källkoder till några av de mest populära programvarorna. Adobe uppgav att hackarna kommit över uppgifter om 2,9 miljoner kunder samt källkoder till programmen Acrobat, Coldfusion och Coldfusion builder. Bland säkerhetsexperter finns farhågor om att källkoderna kan hjälpa hackare att hitta nya kryphål i Adobes mjukvaror.

## Bedrägeri i samband med reklam
Annonsbedrägeri är särskilt populärt bland cyberbrottslingar eftersom det är lukrativt och osannolikt att åtalas. Jean-Lou Richet, professor vid Sorbonne Business School, klassificerade det stora antalet typer av reklambedrägerier som begås av cyberbrottslingar i tre kategorier: identitetsbedrägerier, attributionsbedrägerier och bedrägliga reklamtjänster.
Ad fraud services omfattar all infrastruktur och alla hostingtjänster online som kan krävas för att utföra identitets- eller attributionsbedrägerier. Tjänsterna kan omfatta skräppostsajter (falska nätverk av webbplatser som ger konstgjorda bakåtlänkar), länkbyggnadstjänster, värdtjänster eller falska och bedrägliga sidor som utger sig för att vara ett välkänt varumärke. Deras annonser ser polerade ut, ofta professionellt gjorda, och i vissa fall innehåller de videor som verkar visa riktiga kändisar som marknadsför falska investeringsmöjligheter.

## Bekämpning av databrott
Eftersom cyberbrottslingar använder internet för gränsöverskridande attacker och brott har det varit svårt att åtala cyberbrottslingar. Antalet sårbarheter som en cyberbrottsling kan använda som möjligheter att utnyttja har också ökat under årens lopp. Bara mellan 2008 och 2014 ökade antalet sårbarheter på alla online-enheter med 17,75%. Internets stora räckvidd leder till ökad skada för människor eftersom många metoder för cyberbrottslighet har förmågan att nå många människor. Tillgången till virtuella utrymmen har gjort det möjligt för cyberbrottslighet att bli en vardaglig företeelse. Under 2018 tog Internet Crime Complaint Center emot 351.937 klagomål om cyberbrott, vilket resulterade i 2,7 miljarder dollar i förlorade intäkter.